# Čestín
Obec Čestín (německy Tschestin, dříve Čestin kostel) se nachází v okrese Kutná Hora ve Středočeském kraji, asi 22 kilometrů jihozápadně od Kutné Hory. Žije zde 464 obyvatel. Čestín má devět části: Čenovice, Čentice, Čestín, Kamenná Lhota, Kasanice, Kněž, Milotice, Morány a Polipsy. Čestínem protéká Čestínský potok, který je pravostranným přítokem řeky Sázavy.

## Historie
První písemná zmínka o vesnici pochází z roku 1291. V letech 1362–1615 se vesnice nazývala Czesczin kostel nebo Čestinkostel a teprve později byl název zkrácen na Čestín. Od středověku byl Čestín městečkem. Dochovala se jeho gotická městská pečeť s lilií.

### Územněsprávní začlenění
Dějiny územněsprávního začleňování zahrnují období od roku 1850 do současnosti. V chronologickém přehledu je uvedena územně administrativní příslušnost obce v roce, kdy ke změně došlo:
- do 1849 země česká, kraj Čáslav, soudní okres Uhlířské Janovice
- 1850 země česká, kraj Pardubice, politický okres Kolín, soudní okres Uhlířské Janovice[6]
- 1855 země česká, kraj Čáslav, soudní okres Uhlířské Janovice
- 1868 země česká, politický okres Kutná Hora, soudní okres Uhlířské Janovice
- 1939 země česká, Oberlandrat Kolín, politický okres Kutná Hora, soudní okres Uhlířské Janovice[7]
- 1942 země česká, Oberlandrat Praha, politický okres Kutná Hora, soudní okres Uhlířské Janovice[8]
- 1945 země česká, správní okres Kutná Hora, soudní okres Uhlířské Janovice[9]
- 1949 Pražský kraj, okres Kutná Hora[10]
- 1960 Středočeský kraj, okres Kutná Hora
- 2003 Středočeský kraj, obec s rozšířenou působností Kutná Hora

### Rok 1932
V městysi Čestín (přísl. Čentice, Milotice, Morány, 572 obyvatel, poštovní úřad, telegrafní úřad, četnická stanice, katol. kostel) byly v roce 1932 evidovány tyto živnosti a obchody: lékař, 2 autodopravci, autodoprava nákladní, drogerie, družstvo pro rozvod elektrické energie v Čestíně, holič, 3 hostince, kapelník, 2 koláři, 2 kováři, krejčí, 2 obuvníci, 2 pekaři, obchod s lahvovým pivem, porodní asistentka, 2 rolníci, 2 řezníci, 4 obchody se smíšeným zbožím, spořitelní a záložní spolek pro Čestín, 2 švadlena, trafika, 2 truhláři, varhanář, zámečník.
Ve vsi Čenovice (187 obyvatel, samostatná ves se později stala součástí Čestína) byly v roce 1932 evidovány tyto živnosti a obchody: družstvo pro rozvod elektrické energie v Čenovicích, 2 hostince, kovář, krejčí, pbchod s hospodářskými stroji, trafika.
Ve vsi Kamenná Lhota (118 obyvatel, samostatná ves se později stala součástí Čestína) byly v roce 1932 evidovány tyto živnosti a obchody: 2 hostince, trafika, velkostatek.
Ve vsi Kasanice (přísl. Žichovice, 182 obyvatel, samostatná ves se později stala součástí Čestína) byly v roce 1932 evidovány tyto živnosti a obchody: cihelna, družstvo pro rozvod elektrické energie v Kasanicích, hostinec, kovář, krejčí, lihovar, 2 mlýny, obuvník, 11 rolníků, trafika, velkostatek.
V obci Polipsy (425 obyvatel, samostatná obec se později stala součástí Čestína) byly v roce 1932 evidovány tyto živnosti a obchody: 2 obchodníci s dobytkem, 2 hostince, kovář, mlýn, pila, povoznictví, 3 pokrývači, sadař, 2 obchody se smíšeným zbožím, tesařský mistr, 2 trafiky.

## Pamětihodnosti
- Zámek Čestín je původně pětikřídlá renesanční stavba z let 1575–1585, vybudovaná pravděpodobně na místě tvrze. Jejím stavebníkem a majitelem byl Adam Slavata. Od roku 1713 zámek patřil ke kácovskému panství a chátral, až byl na začátku 19. století z větší části zbořen.[16]
- Kostel svatého Petra a Pavla je postaven v novorománském slohu v letech 1859–1961 podle plánů K. Prantera, na místě zbořeného románského kostela ze 12. století.
- Výklenková kaplička
- Fara

## Doprava
Dopravní síť

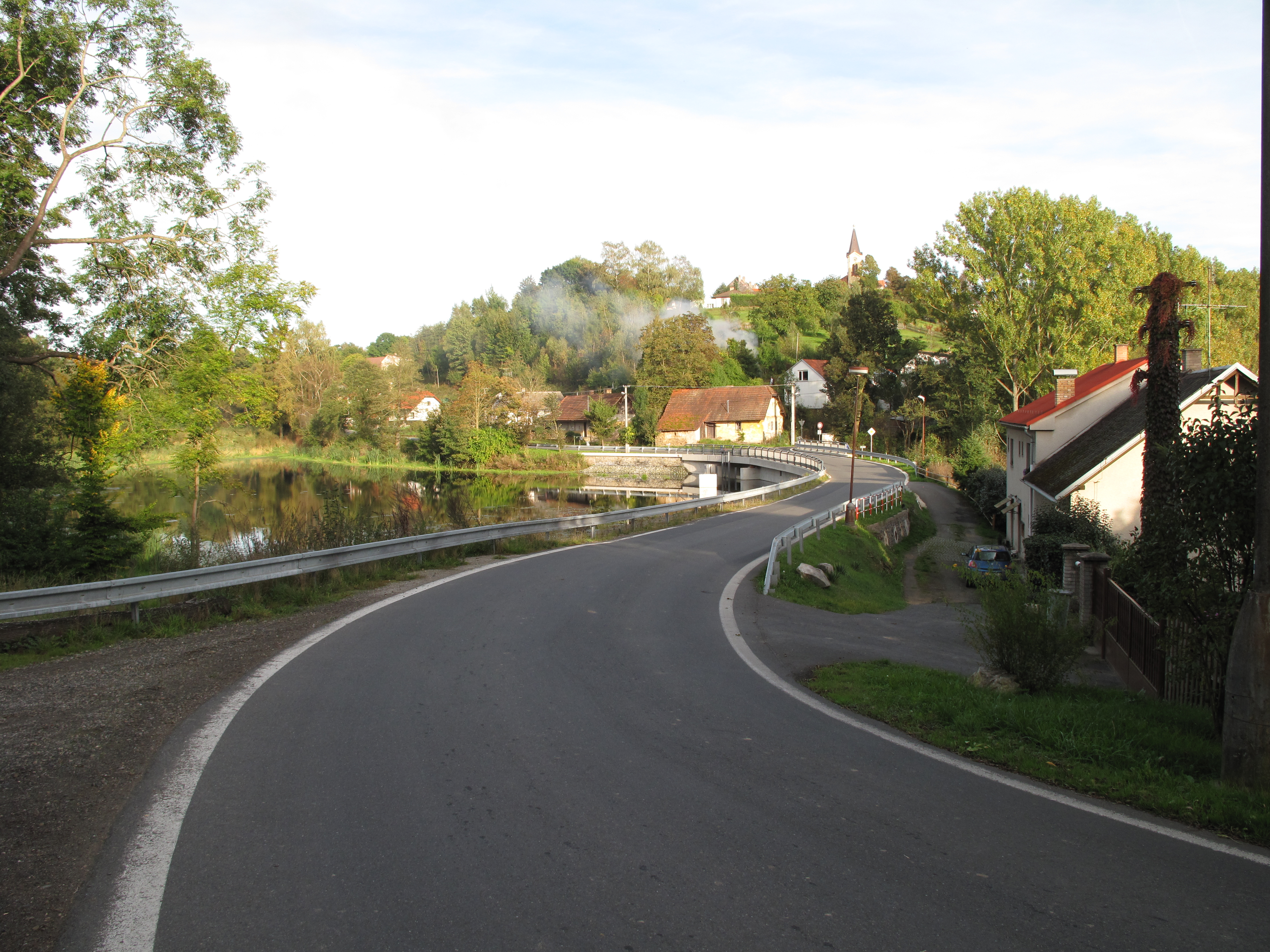
Silnice II/336 na hrázi rybníka

- Pozemní komunikace – Obcí prochází silnice II/336 Uhlířské Janovice - Zruč nad Sázavou.
- Železnice – Železniční trať ani stanice na území obce nejsou.

Veřejná doprava 2011
- Autobusová doprava – Z obce vedly příměstské autobusové linky např. do těchto cílů : Kácov, Kutná Hora, Petrovice, Sázava, Uhlířské Janovice, Zruč nad Sázavou (dopravce Veolia Transport Východní Čechy).